# Estiva Gerbi
Estiva Gerbi é um município brasileiro do estado de São Paulo. Sua população estimada em 2024 pelo IBGE era de 11.566 habitantes.

## História
De acordo com pesquisas arqueológicas no nordeste paulista, os primeiros indícios da presença de grupos humanos entre os vales dos rios Mojiguaçu e Pardo datam de 8.000 anos atrás, tendo sido identificados em um sítio lítico no município de Mogi Mirim. Nômades e produtores de uma grande diversidade de instrumentos líticos associados às tradições tecnológicas Umbu e Humaitá, esses primeiros grupos habitavam pequenos acampamentos em topos e vertentes de morros, bem como em terraços aluviais.
Por sua vez, os primeiros grupos indígenas ceramistas (geralmente associados às tradições tecnológicas Aratu ou Aratu-Sapucaí) teriam alcançado o nordeste paulista a partir do século I da Era Cristã. Semi-sedentários e mais numerosos, dominavam a agricultura de plantas ricas em carboidratos como o milho e a mandioca. Construíam grandes aldeias em círculo ou semicírculo, circundando um grande pátio central, onde eram realizadas festas e rituais. Por outro lado, alguns sítios arqueológicos identificados às margens do rio Mojiguaçu atestam a presença de grupos ceramistas associados à tradição Tupiguarani há pelo menos 1.500 anos atrás. De acordo com estudos recentes, esses grupos indígenas seriam os ancestrais diretos daqueles encontrados pelos colonizadores luso-brasileiros, falantes de línguas filiadas aos troncos Macro-Jê e Tupi-Guarani.
Embora sejam limitados os registros das populações indígenas que habitavam a região quando da chegada dos primeiros colonizadores portugueses durante o século XVI, há relatos da presença de Kaingangs, Guaranis, Guayanás e Tamoios, entre outros. Essa aparente ausência de informações é resultado do próprio processo de ocupação da região entre os rios Mojiguaçu e Pardo em direção ao interior, uma vez que os diversos relatos de lutas entre indígenas e as expedições conhecidas como “entradas” e “bandeiras” não tenham deixado descrições mais precisas sobre os costumes e modos de vida destas populações, ou mesmo a qual etnia pertenceriam estes indígenas. Contudo, esses mesmos relatos dão conta de um numeroso contingente, que teria sido pouco a pouco reduzido e “empurrado” para regiões mais interioranas do Brasil central.
Segundo Manuel Pereira de Godoy, autor de livros sobre a história colonial do nordeste paulista,
"...toda a região compreendida entre Piracicaba, Rio Claro, Porto Ferreira, Pirassununga e até Mogy-Mirim e Mogi-Guassu foi ocupada por volta de 1625, como grande território de caça, de pesca, de obtenção de recursos naturais para o citado grupo Tupi-Guarani, pois, todos os materiais líticos (machados, martelos, raspadores, pilões, pontas de lança e de flechas, etc.), a cerâmica, os desenhos e os rituais funerários são semelhantes entre si em toda a mencionada região. (...). Os primeiros humanos foram índios da grande família Tupi-Guarani que aqui chegaram por volta de 1625 e aqui permaneceram até o ano de 1880 (cerca de 255 anos de ocupação) (...). Provavelmente, um grupo Tupi-Guarani que entrou pelo sul do Estado, continuou na sua marcha, atingiu a região do atual Rio Piracicaba, continuou até chegar ao vale do Mogi-Guaçu".
As mencionadas “entradas” e “bandeiras”, expedições motivadas pela busca de minas de metais preciosos e de indígenas para mão-de-obra escrava, acabaram contribuindo para a formação de povoados no nordeste paulista, uma vez que este servia de rota de passagem para outras regiões do interior brasileiro. O chamado “Caminho do Anhanguera” ou “Estrada dos Goyases” – provavelmente um conjunto de antigas rotas indígenas utilizadas pelos bandeirantes – contribuiu para a criação de pousos, cavalgaduras, fazendas de gado e povoados em suas margens, os quais acabaram sendo a origem de diversos municípios da região, como Mogi Mirim e Mogi Guaçu. Sendo uma região com relativa abundância de rios navegáveis, a região era considerada ideal para o estabelecimento de rotas em direção às minas encontradas nos atuais estados de Minas Gerais e Goiás.
Em geral, os povoados e fazendas do nordeste paulista atuavam principalmente como pontos de paragem de tropas e viajantes em direção às minas, mantendo roçados de mandioca, cana-de-açúcar, feijões, algodão, milho, entre outros. Poucos sítios arqueológicos desse período da história da região entre os vales do Rio Prado e Mogi-Guaçu foram registrados até o momento, contudo. Uma possível exceção seria o sítio Espaço Natureza, localizado no município de Itapira, onde fragmentos de telhas goivas, vidros, louças, cerâmicas e metais provavelmente indicam os remanescentes de uma antiga sede de fazenda ou pouso (também convencionalmente chamado de “Casa Bandeirista”).
Por outro lado, o descobrimento das minas de ouro em Minas Gerais e os desvios de recursos para esta área acabaram por culminar na estagnação da economia paulista setecentista, levando até mesmo a uma redução da ocupação de seu território. As atividades mantidas foram aquelas que envolviam um baixo custo de produção e manutenção, como aquelas voltadas para a pecuária e plantação de canaviais. Uma das consequências desse processo foi a permanência de pequenos núcleos habitacionais no nordeste paulista até meados do século XIX, quando Mogi Mirim e Mogi-Guaçu foram elevadas à categoria de cidades.
Posteriormente, a economia veria um salto com o denominado ciclo do café, que se tornou a principal atividade econômica no século XIX. Para escoamento desta produção, extensas redes ferroviárias foram implantadas desde o interior até os portos. O desenvolvimento da atividade cafeeira e essa necessidade de escoamento da produção fez com que o estado de São Paulo passasse por profundas transformações econômicas e sociais no último quartel do século XIX, seja pela construção das estradas de ferro, que ligavam o interior ao litoral, seja pelo afluxo de imigrantes europeus, que vinham para substituir a mão de obra africana nas lavouras cafeeiras.
Por volta do ano de 1878, o recém-batizado bairro São José – até então pertencente ao município de Mogi-Guaçu – passou por grandes transformações com a construção da extensão da estrada de ferro Mogiana, a qual conectava São José de Mogi Mirim a Nossa Senhora do Desterro da Casa Branca (atual município de Casa Branca). No entanto, o traçado planejado para a linha férrea atravessava uma área alagada próxima ao rio Oriçanga, o que dificultou o assentamento dos trilhos. A solução adotada pelos trabalhadores foi a de estivar, ou seja, entrar na lama com galhos, capim e folhas, marcando os locais mais adequados para o aterro, demarcando o traçado da ferrovia. Desta necessidade que nasceu o nome da estação de trem do bairro: Estiva.
A estação Estiva foi inaugurada em 1887, sendo que o Almanach da Província de S. Paulo para 1887 já citava a estação de Estiva em sua tabela de horários. Já com a linha em funcionamento o bairro se tornou fornecedor de matéria-prima para pequenas indústrias de cerâmica, com isso, o Bairro São José cresceu rapidamente e atraiu imigrantes. Entre eles estava Lourenço Gerbi, investindo no ramo cerâmico e posteriormente responsável pela transformação do Bairro São José em um distrito industrial próspero.
Em cinco de agosto de 1969, a estação passou a se chamar Estiva da Mogiana, sendo desativada dez anos depois. No mesmo ano, contudo, foi inaugurada a variante Guedes-Mato Seco. Esta estabelecia um percurso fora da cidade, onde foi criada uma estação nova, já com o nome de Estiva Gerbi (ou Estiva Nova). O prédio da antiga estação, por outro lado, foi reformado em fins do século XX, passando a ser utilizado como base da polícia municipal. Com o fim da circulação do trem de passageiros na velha Mogiana, a estação inaugurada em 1979 foi abandonada, tal qual permanece até os dias atuais.
O progresso econômico trazido pela Indústria de Cerâmica Gerbi alavancou novos investimentos para a região e, com ele, o movimento emancipatório. Em 1991, após plebiscito, foi criado o município de Estiva Gerbi (Lei Estadual nº 7644, de 30 de dezembro), em homenagem aos construtores da estação ferroviária e à família de Lourenço Gerbi.

## Geografia

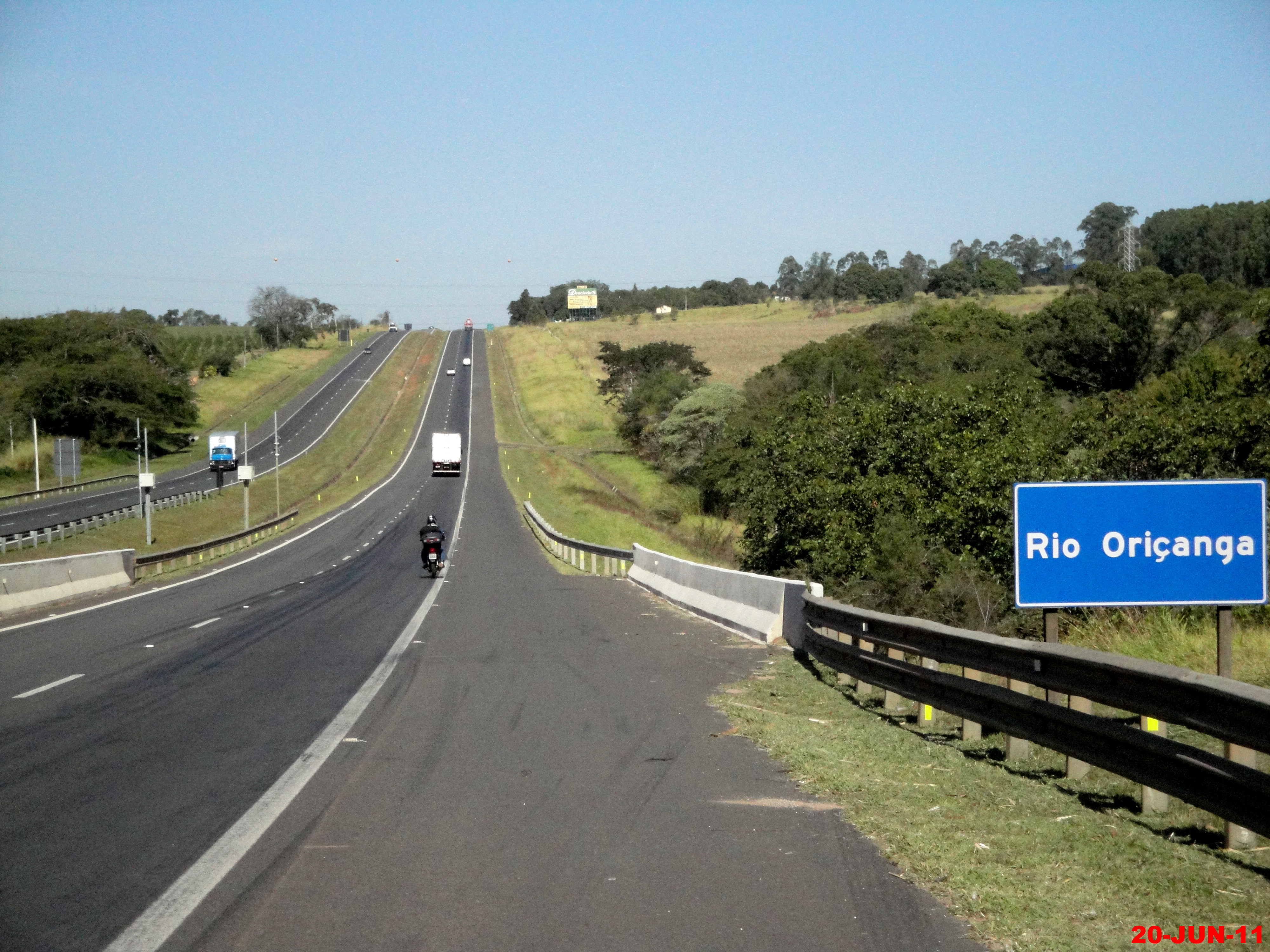
SP-340 em Estiva Gerbi.

- Área total: 73,7 km²
- Área Urbana: 4,6Km²

### Solo
- Textura superficial: Predomínio da Terra roxa e argila, principal matéria-prima das Cerâmicas da cidade, assim como na região.

### Relevo
- Topografia: suavemente ondulado, e alto na divisa com município de  Espírito Santo do Pinhal.
- Altitude média: 610 metros
- Altitude da sede Paço Municipal da Prefeitura: 622 Metros
- Altitude de maior elevação: 727 metros
- Altitude de menor: 597 Metros

### Hidrografia

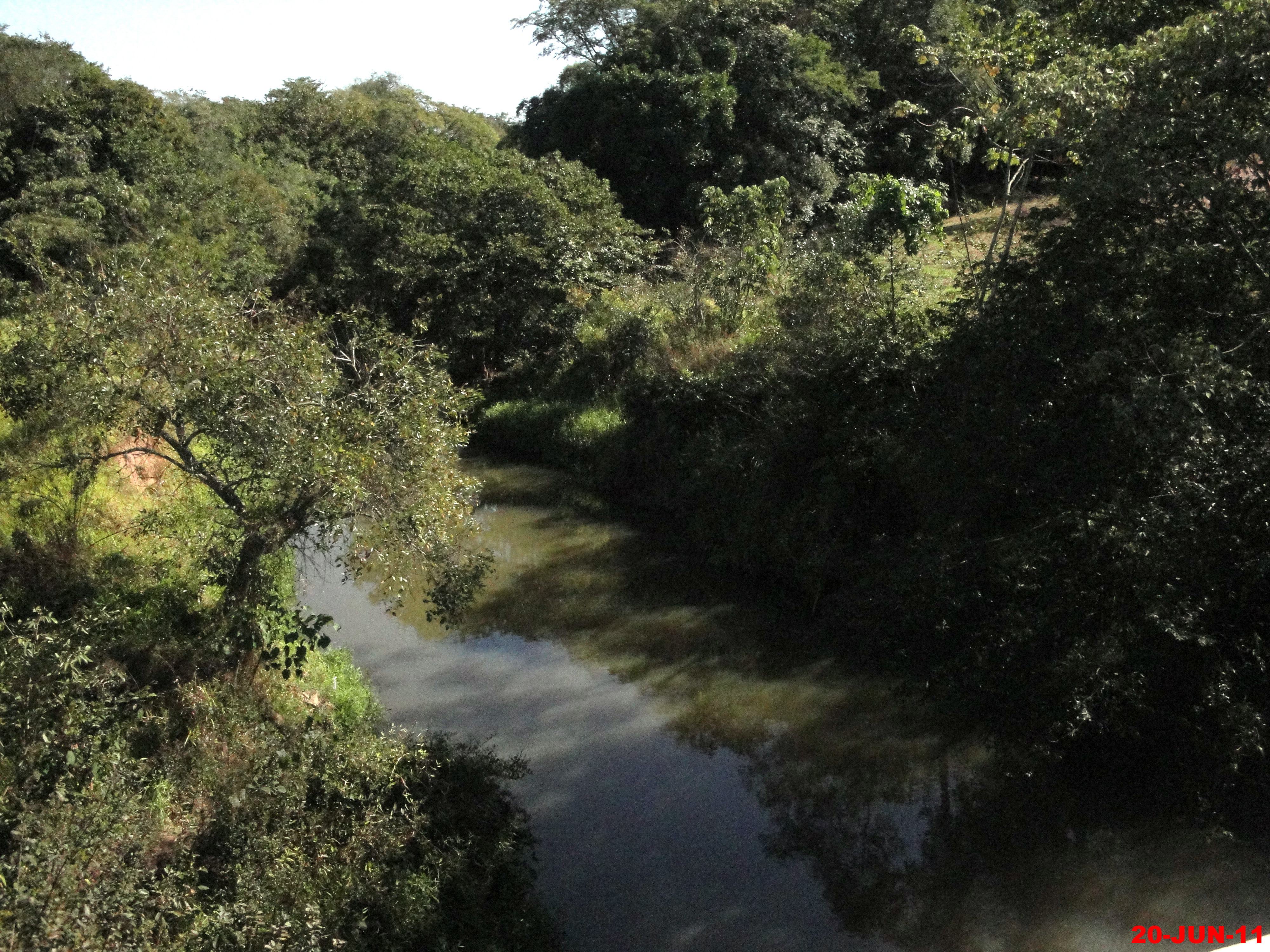
Trecho do Rio Oriçanga em Estiva Gerbi.

- Rio Oriçanga

### Clima
O clima é Tropical de altitude com inverno seco e menos chuva (Köppen: Cwa), com temperatura média mínima de 15,3 °C e máxima de 28,2 °C. O Verão é quente principalmente nas madrugas e úmido, com temperaturas entre 19 e 30 °C, com picos de máxima de 35 °C e mínimas podendo chegar a 13 °C.
A Primavera começa seca e termina úmida, sendo essa a estação mais oscilatória em questões de temperatura, sendo que podemos registrar mínimas em torno de 6 °C e máximas que podem chegar em raros casos a 36 °C. No Outono começa ligeiramente úmido e fica seco com o passar das semanas. Março e Abril podem registrar ainda picos de 32 °C e mínimas superiores a 14 °C, algo que fica mais raro com a proximidade de Maio, onde as máximas raramente superam os 27 °C e as mínimas poucas vezes atingem os 12 °C. No Outono podemos ter mínimas que chegam a 5 °C em Maio e 2 °C em Junho e máximas baixas, que às vezes são menores que 12 °C, ou altas, principalmente no início da estação.
O Inverno é seco, mas a entrada de frentes frias não são raras. As temperaturas máximas ficam em torno de 22-26 °C em Junho e Julho, e chegam ao patamar de 26-29 °C em Agosto e no início de Setembro, onde são comuns dias muito secos com grandes oscilações térmicas. Mínimas chegam raramente a 1 °C, mas acontecem e máximas podem chegar a mais de 30 °C, principalmente no mês de Setembro. A menor temperatura já registrada em Estiva Gerbi foi de -1,8 °C, em julho de 1994 e a maior foi de 39,6 °C, em Outubro de 2014.
- Clima: Tropical de Altitude
- Temperatura Média anual: 21,7 °C[carece de fontes?]
- Temperatura Média Mínima anual: 15,3 °C
- Temperatura Média Máxima anual: 28,2 °C
- Temperatura mais baixa: -1,8 °C em 1994
- Temperatura mais alta: 39,6 °C em 2014
- Chuvas anuais: de 1.398,4 mm
- Dias de geada média anual: 3

| Dados climatológicos para Estiva Gerbi                                                   | Dados climatológicos para Estiva Gerbi | Dados climatológicos para Estiva Gerbi | Dados climatológicos para Estiva Gerbi | Dados climatológicos para Estiva Gerbi | Dados climatológicos para Estiva Gerbi | Dados climatológicos para Estiva Gerbi | Dados climatológicos para Estiva Gerbi | Dados climatológicos para Estiva Gerbi | Dados climatológicos para Estiva Gerbi | Dados climatológicos para Estiva Gerbi | Dados climatológicos para Estiva Gerbi | Dados climatológicos para Estiva Gerbi | Dados climatológicos para Estiva Gerbi |
| Mês                                                                                      | Jan                                    | Fev                                    | Mar                                    | Abr                                    | Mai                                    | Jun                                    | Jul                                    | Ago                                    | Set                                    | Out                                    | Nov                                    | Dez                                    | Ano                                    |
| ---------------------------------------------------------------------------------------- | -------------------------------------- | -------------------------------------- | -------------------------------------- | -------------------------------------- | -------------------------------------- | -------------------------------------- | -------------------------------------- | -------------------------------------- | -------------------------------------- | -------------------------------------- | -------------------------------------- | -------------------------------------- | -------------------------------------- |
| Temperatura máxima média (°C)                                                            | 29,9                                   | 30,0                                   | 29,7                                   | 28,1                                   | 26,2                                   | 25,1                                   | 25,3                                   | 27,5                                   | 28,6                                   | 29,0                                   | 29,4                                   | 29,2                                   | 28,2                                   |
| Temperatura mínima média (°C)                                                            | 18,6                                   | 18,8                                   | 18,1                                   | 15,5                                   | 12,8                                   | 11,4                                   | 10,8                                   | 12,2                                   | 14,2                                   | 15,9                                   | 16,8                                   | 18,0                                   | 15,3                                   |
| Precipitação (mm)                                                                        | 213,7                                  | 186,7                                  | 159,6                                  | 97,5                                   | 63,3                                   | 36,9                                   | 33,7                                   | 30,8                                   | 62,8                                   | 125,7                                  | 158,8                                  | 234,9,7                                | 1 398,4                                |
| Fonte: Centro de Pesquisas Meteorológicas e Climáticas Aplicadas à Agricultura (Cepagri) |                                        |                                        |                                        |                                        |                                        |                                        |                                        |                                        |                                        |                                        |                                        |                                        |                                        |

### Rodovias
- SP-340

### Ferrovias
- Variante Guedes-Mato Seco da antiga Fepasa[20]

## Demografia

### Dados demográficos

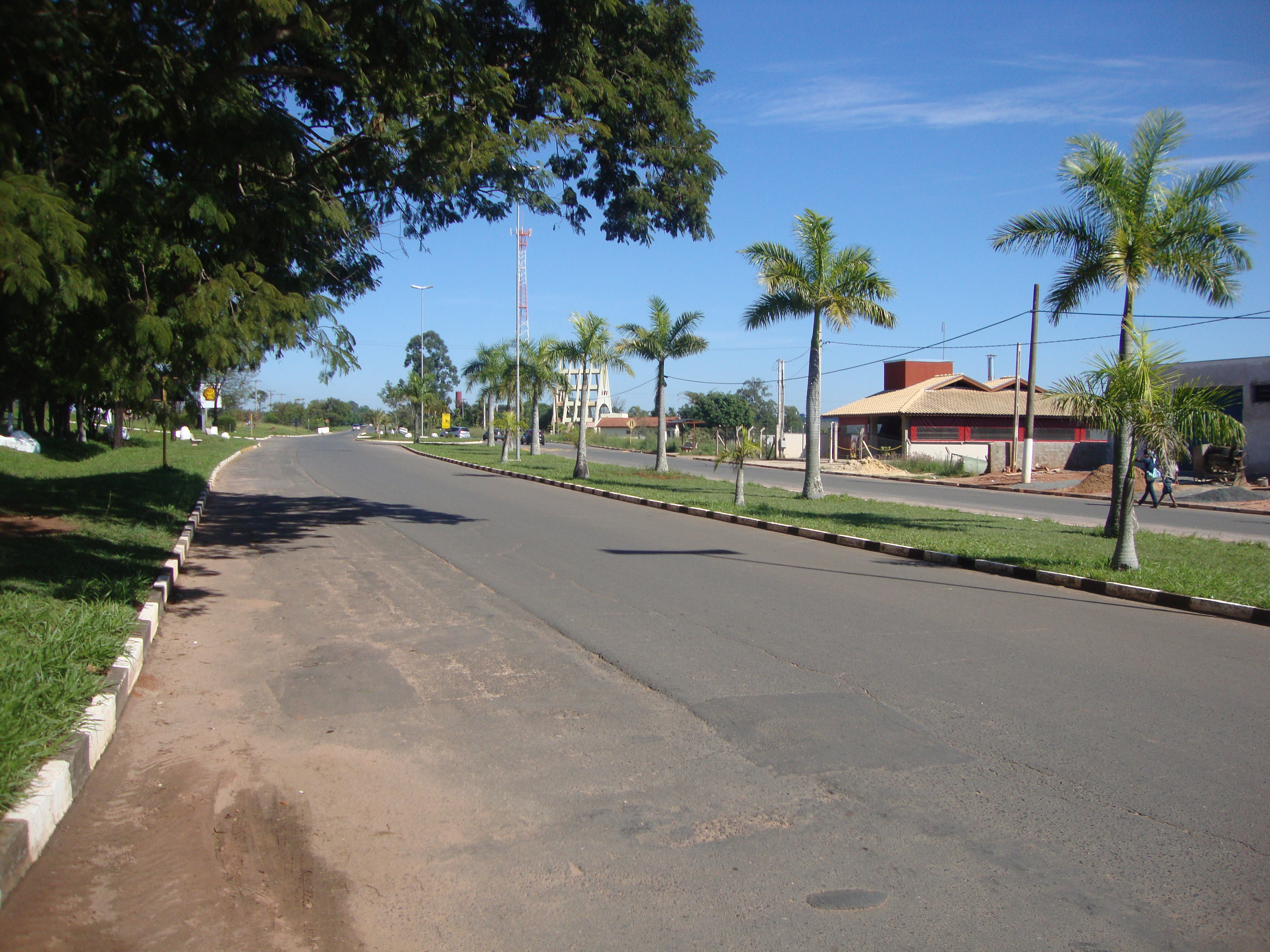
Avenida Rosetti Batista.

Censo de 2010
População Total: 10.044
- Urbana: 8.011
- Rural: 2.033
- Homens: 5.074
- Mulheres: 4.970

Crescimento Anual da População1,28%
- Densidade demográfica (hab./km²): 136,28
- Índice de Desenvolvimento Humano (IDH-M): 0,794

Saúde
- Mortalidade infantil até 1 ano (por mil): 12,21
- Expectativa de vida (anos): 73,30
- Taxa de fecundidade (filhos por mulher): 2,20
- IDH-M Longevidade: 0,805

Educação
- Taxa de Alfabetização: 90,21%
- Índice de Desenvolvimento Humano (IDH-M): 0,794
- IDH-M Educação: 0,882
- Taxa de alfabetização:90,21%

(Fonte: IPEADATA)

## Política e administração
- Prefeita: Cláudia Botelho de Oliveira Diegues (2017/2024)
- Vice-prefeito: Márcio Roberto Pavan
- Presidente da câmara: Antônio Carlos Cavenaghi (2019/2020

A cidade sofre com sucessivas ingerências por parte do legislativo e do executivo da última Administração. Desde sua emancipação oficial, Estiva jamais contou com um plano de ações que contemplasse a população a respeito do suprimento de suas necessidades básicas, como emprego,  fornecimento de água, habitação, infraestrutura e saúde pública.
O município não conta com um hospital e o Pronto Socorro existente, ainda é insuficiente para as necessidades da população e tem seus trabalhos comprometidos por falta de estrutura e limitação de prestação de serviços. As ruas são de péssimas condições para o trânsito, há problemas com sinalização devido sua inexistência em diversos pontos, a administração atual trabalha contra o tempo para poder recuperar toda estrutura dá cidade.
Dos problemas enfrentados pela cidade, a falta de emprego é mais crítico.

## Infraestrutura

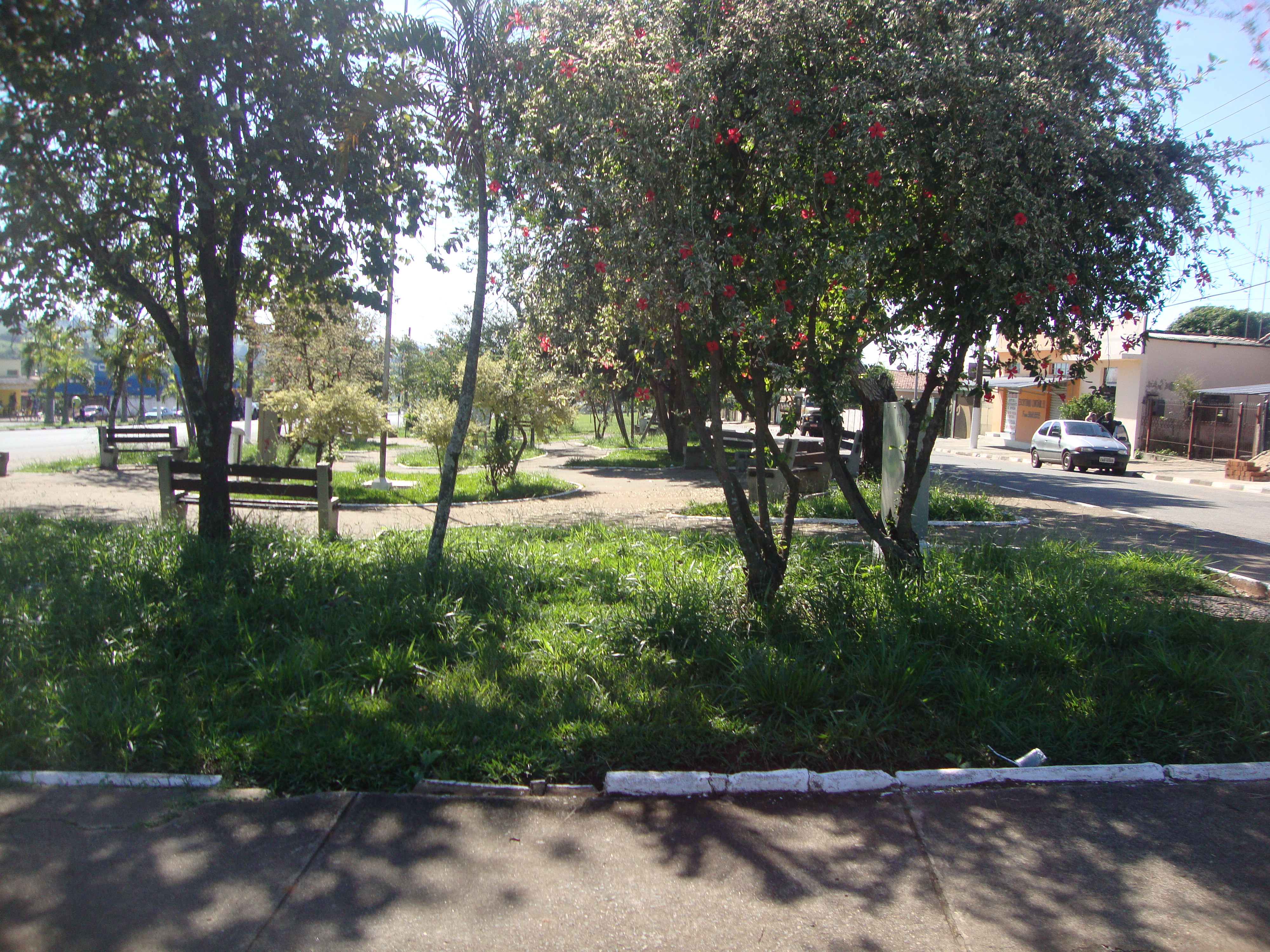
Praça da Bíblia.

### Comunicações
O sistema de telefones automáticos, assim como o sistema de discagem direta à distância (DDD) com o código de área (0192), foram implantados pela Telecomunicações de São Paulo (TELESP).
Na década de 90 o código DDD da cidade foi alterado para (019), para padronização do sistema telefônico com a telefonia celular que estava sendo implantada em todo o estado.

### Transportes
Frota de veículos
Frota de veículos da cidade em 2013: 5.299

## Religião
Religião em Estiva Gerbi (2010)
O Cristianismo se faz presente na cidade da seguinte forma:

### Igreja Católica

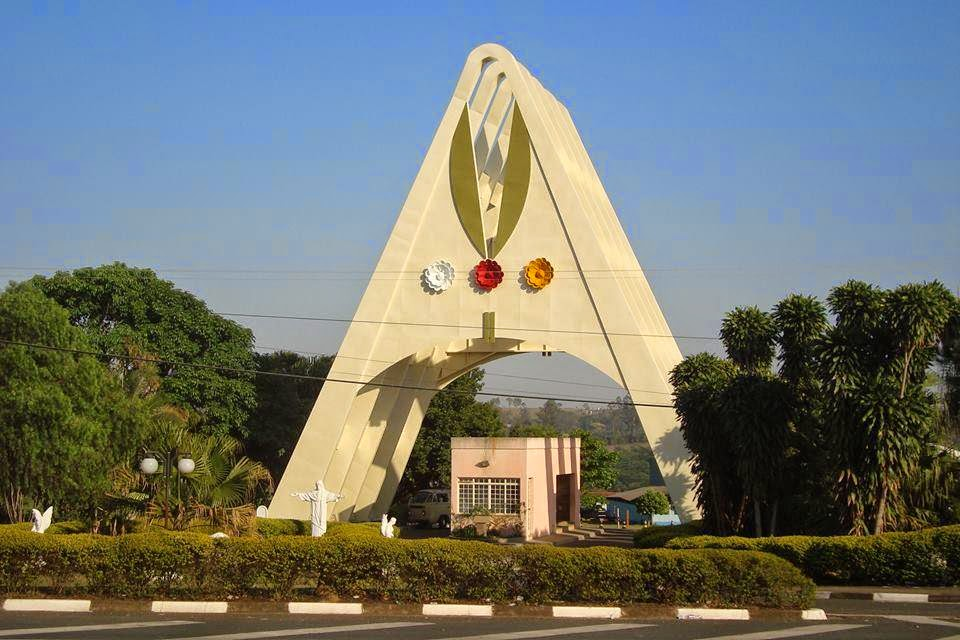
Santuário de Nossa Senhora Rosa Mística, em Estiva Gerbi

O município pertence à Diocese de São João da Boa Vista.
- Paróquia São José, que também gerencia o Santuário de Nossa Senhora Rosa Mística, que atrai devotos de diversas cidades da região, com eventos relacionados à Renovação Carismática Católica.

### Igrejas Evangélicas
Entre as igrejas protestantes históricas, pentecostais e neopentecostais, encontram-se na cidade:
- Assembleia de Deus Ministério do Belém.[33][34]
- Congregação Cristã no Brasil.[35]
- Igreja Universal do Reino de Deus
- Igreja Internacional da Graça de Deus
- Igreja do Evangelho Quadrangular
- Igreja Deus é Amor